# Австрийско-словацкие отношения
Австрийско-словацкие отношения — двусторонние дипломатические отношения между Австрией и Словакией. Протяжённость государственной границы между странами составляет 105 км.

## История
1 января 1993 года были установлены дипломатические отношения между странами, после распада Чехословакии. Австрийско-словацкие отношения характеризовались последовательным преодолением асимметричности в контексте европейской интеграции. В настоящее время Словакия и Австрия являются членами Европейского союза, Шенгенской зоны и Еврозоны. Австрия поддерживала инициативы правительства Словакии по европейской интеграции и оказывала им всяческую поддержку. В 1996 году Австрия стала крупнейшим инвестором в экономику Словакии. 
Однако позиция властей Австрии вынудила правительство Словакии принять решение на остановку двух блоков АЭС Богунице, расположенной в Ясловске Богунице. Австрия является вторым по величине инвестором в экономику Словакии, а также открывает там банки, страховые компании и предприятия. Тысячи словацких студентов обучаются в австрийских университетах. Примерно 40 000 граждан Словакии нашли работу в Австрии, часто в секторе здравоохранения.
В 2013 году Австрия и Словакия отметили 20 лет с момента установления официальных дипломатических отношений, подчеркнув их добрососедский и дружественный характер.

## Дипломатические представительства
- У Австрии имеется посольство в Братиславе[5].
- Словакия содержит посольство в Вене[6].

## Торговля
В 2008 году объём товарооборота между странами составил сумму 4,7 млрд евро. В 2009 году  Австрия осуществила инвестиций в экономику Словакии на сумму 81,8 млн евро, общий объём австрийских инвестиций с момента обретения Словакией независимости составил сумму 3,819 млрд евро, что сделало Австрию вторым по величине иностранным инвестором Словакии, составив 14,2 % от общего числа инвестиций. В Словакии работает порядка 1600 австрийских компаний.